# کارخانجات قند تربت جام
فرآورده های غذایی و قند تربت جام یک کارخانه فعال در زمینه تولید شکر از چغندر و تصفیه شکر خام و متفرعات آن است که دراستان خراسان رضوی کیلومتر ۱۲ جاده تربت جام به تایباد واقع شده است.

## تاریخچه
کارخانه قند جام در سال ۱۳۴۸ با ظرفیت اسمی مصرف هزار تن چغندر قند در شبانه روز توسط وزارت اقتصاد وقت تأسیس و ماشین آلات کارخانه از بلژیک خریداری شد و در سال ۱۳۴۹ به بهره‌برداری رسید. بموجب مصوبه شماره ۵۳۹۷۶ مورخ ۵ اسفند ۱۳۵۱ هیأت دولت به سازمان گسترش و نوسازی و متعاقب آن طی نامه شماره ۷۳۶/۳۰۶۹ مورخ ۲۰ آبان ماه ۱۳۵۳ شورایعالی سازمان مذکور به شرکت شهدساز (سهامی خاص) واگذار و نهایتا با تشکیل شرکت فرآورده های غذائی و قند تربت جام (سهامی خاص) کارخانه ذکر شده در اختیار شرکت مذکور قرار گرفته است. در سال ۱۳۶۲ ظرفیت کارخانه عملاً به حدود هزار و ۵۰۰ تن چغندرقند در شبانه روز افزایش یافت. در تاریخ ۲۶ آذر ۱۳۶۳ شرکت فرآورده های غذایی و قند تربت جام سهامی خاص در اداره ثبت شرکت ها به ثبت رسید و کارخانه قند جام به شرکت مزبور منتقل گردید. شرکت در تاریخ ۷ تیرماه ۱۳۷۲ به شرکت سهامی عام کارخانه های تولیدی و صنعتی ثابت خراسان و شرکت سهامی عام صنعتی و کشاورزی شیرین خراسان و شرکت سهامی خوشگوار واگذار گردید. به موجب صورتجلسه مورخ ۲۲ تیر ماه ۱۳۷۳ مجمع عمومی فوق العاده صاحبان سهام، شرکت از سهامی خاص به سهامی عام تبدیل گردید.

## تجمع اعتراضی کارگران
۳۱ شهریور ۹۹ کارگران کارخانه قند تربت جام نسبت به عدم پرداخت مطالبات مزدی دست به برگزاری تجمع اعتراضی زدند. کارگران کارخانه قند تربت جام در اعتراض به پرداخت نشدن حقوق ، مزایا و بیمه‌شان در طول سال‌های ۹۷ تا ۹۹، مقابل اداره تعاون، کار و رفاه اجتماعی شهرستان تربت جام تجمع کردند. نماینده کارگران کارخانه قند تربت‌جام، علت بدهکاری کارخانه را کمبود مواد اولیه و چغندر و نبود نقدینگی و همچنین بورسی بودن مدیران کارخانه دانست.  چند روز پس از این تجمع شماری از کارگران در تماس با خبرنگاران گفتند بخشی از معوقات مزدی خود در حدود یک میلیارد و پانصد میلیون تومان را دریافت کرده اند 

## بازگشایی دوباره کارخانه و بازگشت به چرخه تولید
سرانجام در تیرماه ۱۴۰۰ با سرمایه گذاری 6 میلیارد تومانی، یک دستگاه سانتریفیوژ 1750 کیلویی به همراه دستگاه های مرتبط خریداری و نصب شد و با افزایش استحصال شکر از ۳۰۰ تُن به ۵۰۰ تُن در روز، این کارخانه به چرخه تولید و اقتصاد کشور بازگشت. زمینه اشتغال بیش از ۳۰۰ نفر نیز به صورت مستقیم فراهم شد.  چهارماه بعد آقای عابدینی مدیرعامل جدید کارخانه درحاشیه بازدید فرماندار تربت جام با اشاره به پرداخت به موقع وجه چغندرقند به کشاورزان و جلب اعتماد آنان به کارخانه قند بیان داشت: با توجه به خوش حسابی کارخانه، کشاورزان منطقه برای انعقاد قراداد درسال زراعی پیش رو نیز به کارخانه مراجعه دارند و ۴۰۰ کارگر در کارخانه مشغول به کار هستند. 

## سهامداران
سهامداران عمده شرکت مطابق جدول زیر است:
| سهامدار / دارنده                                       | سهم     | درصد  |
| ------------------------------------------------------ | ------- | ----- |
| شركت كارخانه هاي توليدي وصنعتي ثابت خراسان - سهامی عام | 124.3 M | 19.12 |
| خانم ستاره منصوبی                                      | 121.4 M | 18.67 |